# IC 3608
IC 3608 је спирална галаксија у сазвјежђу Дјевица која се налази на листи објеката дубоког неба у Индекс каталогу.
Деклинација објекта је + 10° 28' 33" а ректасцензија 12h 38m 37,4s. Привидна величина (магнитуда) објекта IC 3608 износи 13,8 а фотографска магнитуда 14,6. IC 3608 је још познат и под ознакама UGC 7808, CGCG 70-201, VCC 1768, FGC 1481, PGC 42264.